# Walentina Tieliczkina
Walentina Iwanowna Tieliczkina (ros. Валенти́на Ива́новна Тели́чкина; ur. 10 stycznia 1945) – radziecka aktorka filmowa i teatralna. 
Ukończyła studia na wydziale aktorskim WGIK. Występowała w roli Wali, m.in. w filmie Dziennikarz Siergieja Gierasimowa. 

## Wybrana filmografia
- 1967: Dziennikarz (Журналист) jako Wala[1][2]
- 1968: Trzy dni Wiktora Czernyszewa (Три дня Виктора Чернышёва) jako dziewczyna[2]
- 1968: Jesienne wesela (Осенние свадьбы) jako Natasza[2]
- 1968: Niezwykła wystawa (Необыкновенная выставка) jako Głafira[2]
- 1969: Pierwsza dziewczyna (Первая девушка) jako Sania Jermołowa[2]
- 1969: Zygzak powodzenia (Зигзаг удачи) jako Ola[2]
- 1969: Nad jeziorem (У озера) jako Wala[2]
- 1970: Początek (Начало) jako Wala[2]
- 1970: Mewa (Чайка) jako Masza[2]
- 1971: Szczęście Anny (Счастье Анны) jako Anna Dronowa[2]
- 1973: Niebieskie zające (Синие зайцы) jako dziewczyna[2]
- 1973: Ponieważ kocham (Потому что люблю) jako Lena[2]
- 1975: Jeden razy jeden (Одиножды один) jako Nina[2]
- 1975: To niemożliwe! (Не может быть!) jako narzeczona[2]
- 1978: Piąta pora roku (Пятое время года) jako Jekatierina
- 1978: Pięć wieczorów jako Zoja[3]
- 1979: Pierwsze zamążpójście jako Gala[4]
- 1981: Portret żony artysty jako Nina[5]

## Odznaczenia
- Zasłużona Artystka RFSRR (1976)[6]
- Ludowa Artystka Federacji Rosyjskiej (2009)[7]